# Mingoué
Der Mingoué ist ein linker Nebenfluss des Ogooué im zentralafrikanischen Staat Gabun.

## Verlauf
Der Flusslauf entspricht fast der Grenze der beiden Provinzen Moyen-Ogooué und Ogooué-Ivindo, im Südosten der Provinz Moyen-Ogooué. Er bildet die Nordwestgrenze zum Lopé National Park. Der Mingoué mündet nahe der Grenze zur Provinzen Ogooué-Ivindo in den Ogooué.